# آر وی لینکر
آر وی لینکر (به انگلیسی: R v Linekar) در [۱۹۹۵] ۳ همه گزارش‌های حقوقی انگلستان ۶۹ ۷۳ یک پرونده پیشرو است که در آن دادگاه استیناف در مورد موارد " تجاوز به عنف با کلاهبرداری " در حقوق انگلیس، و میزانی که ممکن است فریب قبل از اینکه رضایت را نفی کند، رای داد.
در این پرونده، متهم با پرداخت ۲۵ پوند برای رابطه جنسی با یک فاحشه موافقت کرد اما پس از نیل به مقصود از پرداخت مبلغ توافق خودداری کرد. این حکم تعریف «بسیار محدود» از تجاوز جنسی را حفظ کرد که، اگرچه رضایت مبتنی بر پرداخت بود، امتناع از انجام توافق پس از رابطه این واقعیت را مشخص نموده که فقط تقلب بود، نه تجاوز جنسی.